# Premio Lola Mora
El Premio Lola Mora es un reconocimiento otorgado anualmente desde el año 2000 por la Dirección General de la Mujer de la Ciudad Autónoma de Buenos Aires a quienes, en distintos medios de comunicación, transmiten una imagen positiva de la mujer que rompa con los estereotipos de género, promueva la igualdad de oportunidades y los derechos de las mujeres. Para ello, el trabajo está a cargo de un Comité de Selección que tiene a su cargo el relevamiento de distintas producciones periodísticas que serán evaluadas por las integrantes del Jurado.Se crearon en homenaje a la arquitecta pionera tucumana Lola Mora (1866 - 1936). 

## Historia
Fueron instituidos en el año 1999 cuando la Legislatura de la CABA promulgó la Ley N.º 188. Se entregó por primera vez en el año 2000.

## Objetivos del Premio
- Dinamizar cambios en las pautas culturales, usos y costumbres que permitan eliminar los estereotipos de género en las imágenes de las mujeres que se transmiten en los medios de comunicación
- Promover cambios en el imaginario social, a fin de eliminar todas las formas de discriminación hacia las mujeres en lo social, político, económico, científico y cultural.[6]

## Categorías
Vota el público:
- TV ficción.
- TV no ficción.
- Radio.
- Prensa escrita.

Vota el jurado:
- Publicidad.
- Medios digitales.
- Mención especial.
- Mención crítica
- Trayectoria.

## Jurado
La Ley N.º 188 establece que será concedido por un jurado compuesto por personalidades cuyas conductas o valores en defensa de los derechos de la mujer justifiquen tal designación, representantes de organizaciones sociales no gubernamentales dedicadas a la temática de la mujer, representantes de la Universidad de Buenos Aires, representantes de los bloques de legisladores metropolitanos, representantes de la Dirección General de la Mujer y un representante designado por la Defensoría del Pueblo de la Ciudad Autónoma de Buenos Aires especializado en temas de género.

## Premios otorgados
2021
- Labor periodística en TV: Diana Zurco
- Labor periodística en medios digitales: Luciana Mignoli
- Producción audiovisual: Pioneras: mujeres que hicieron historia
- Programas de radio: Ahora que nos escuchan, Ingrid Beck
- Columnistas de radio: Analía Fernández Fuks
- Programas de radio online: Género fluido
- Columnistas de radio online: Paula Sabatés
- Labor periodística en prensa escrita: Laura Rosso
- Prensa medios digitales: Feminacida
- Ilustradoras en redes sociales: Lia Copello
- Divulgación científica: Cecilia Ce
- Podcast: Lo que quieren las pibas
- Películas y documentales: Nosotras movemos el mundo
- Fotoperiodismo: Lucía Merle
- Campañas: Grow, género y trabajo
- Campaña publicitaria de bien público: “Cosas como estas”, Consejo Publicitario Argentino - Cippec.
- Periodistas científicas: Ciencia Anti Fake News Covid-19
- Menciones especiales: Carla Gaudensi, Eva Cabrera, LatFem, Nora Bär, Nos quemaron por brujas, Página/12, Télam.
- Diplomas de reconocimiento: Andrea Gamarnik; Mariana Iglesias, Silvina Molina, Marina Abiuso y Área de Género de Radio Nacional; Esther Díaz; Natalia Paratore; documental “Nosotras también estuvimos”; Mujeres en Publicidad (MEP).
- Trayectoria: Adriana Carrasco

2019
- Labor periodística en TV: Verónica Lozano
- Labor periodística en medios digitales: Agustina Paz Frontera
- Producción audiovisual: Caja de Herramientas
- TV ficción: 100 días para enamorarse - Telefé
- Radio: Feas, sucias y malas - Radio Gráfica 89.3.
- Radio en línea: Wachas - Radio Colmena
- Prensa escrita tradicional: Flor Monfort -  Página/12.
- Prensa medios digitales: Cosecha Roja.
- Publicidad: Nosotras.
- Podcast: Mujeres que no fueron tapa.
- Fotoperiodismo: Gala Abramovich.

Reconocimientos, Mención Especial: FM La Tribu. Trayectoria: Roxana Sandá. Diploma de Reconocimiento: Mujeres audiovisuales argentinas. 
2018
- Labor periodística en TV: Daniela Ballester, C5N.
- TV no ficción: Sufragistas - Canal Encuentro.
- TV ficción: Tarde Baby - UN3TV.
- Radio interés general: La Hora del Cronopio - AM 770 Radio Cooperativa.
- Radio con perspectiva de género: Y ahora que estamos juntas - AM 750.
- Radio en línea con perspectiva de género: Furia Bebé - Futurock.
- Prensa escrita: Estefanía Pozzo - El Cronista Comercial.
- Prensa escrita en medios digitales: Natalia Arenas - Cosecha Roja.
- Publicidad: Zonajobs - Campaña "Juana".
- Medios alternativos-digitales-barriales: Revista Marcha.
- Mención especial: Campaña Nacional por el Aborto Legal, Seguro y Gratuito.
- Trayectoria: Roxana Barone.
- Labor periodística en TV digital: Natalia Vinelli - Barricada TV.

Reconocimientos
- 100 Días para Enamorarse - Capítulo 37: “Hijxs” - Telefé.
- Cátedra de Género Universidad de Buenos Aires - 30° Aniversario.
- Colectivo de Actrices Argentinas por el Aborto Legal, Seguro y Gratuito.
- Red PAR - Periodistas de Argentina en Red por una Comunicación no Sexista.
- Programa CAMINANTES - Especial "Mujeres Migrantes".

2017
- Labor periodística en TV: Valeria Sampedro - Canal 13
- TV no ficción: Que Piensan Los Que No Piensan Como Yo
- Radio interés general: A los botes - Futurock
- Radio con perspectiva de género: Nos quemaron por Brujas - Radio Presente
- Prensa escrita: Sonia Tessa - Rosario/12
- Prensa escrita en medios digitales:
- Publicidad: Ver
- Medios alternativos-digitales-barriales: La Garganta Poderosa
- Mención especial: Mariana Iglesias - Clarín
- Trayectoria: Mariana Carbajal

Reconocimientos
- Tiempo Argentino - Suplemento “Paro de Mujeres #8M”
- Canal Encuentro - Separadores Día Internacional de la Mujer
- Lisa Montaño - Arena Extreme
- Mar Centenera - Diario El País en Buenos Aires.

2016
Entregados el 14 de septiembre.
- Trayectoria: Sandra Russo[20]
- Radio: “Mundo a la par”, de Radio Libre FM 99.3[21]
- Prensa escrita: Natalia Muñiz[22]
- TV ficción: La Leona (Telefe), particularmente por los episodios 66 y 67[23]
- TV No Ficción: Tu Much (Much Music)[24]
- Medios digitales: Economía Feminista[25]
- Mención especial: Infojus Noticias
- Mención crítica: Tenembaum, Casela, Polémica en el bar por su abordaje sobre el Abuso Sexual en la Infancia

2015
- Trayectoria: Luciana Peker.

- Radio: Graves y Agudas. Radio Sur (FM 88.3). “Varones antipatriarcales”.

- Prensa escrita: Maximiliano Montenegro – Diario Popular.[28]

- TV ficción: Fábricas – TV Pública – Episodio N.º 1.

- TV no ficción: Historias de Género – Canal Encuentro - Capítulo Violencia Doméstica.[29]

- Medios alternativos: notas.org.[30]

- Publicidad: “Vuelta a Latinoamérica 2”, Agencia Grey.

- Mención crítica: Opinólogxs y conductorxs.

- Mención especial: Lucía Álvarez

2014
- Trayectoria: Marta Vasallo.

- Radio: Sonidos Agitadóricos. Radio Nacional AM 870. Programa emitido el 22 de septiembre de 2013.

- Prensa escrita: Roxana Sandá.

- TV ficción: Doce Casas. Historias de mujeres devotas. Historia de Teté. TV Pública. Emitido el 19 de mayo de 2014. Parte 1/ Parte 2

- TV no ficción: En el medio de la ley. Programa sobre identidad de género. Canal Encuentro. Emitido el 6 de septiembre de 2013.

- Medios alternativos: Maria Florencia Alcaraz (Infojus).[33]

- Publicidad: “Casa” Ford Fiesta.

- Mención crítica: Compilado de Publicidades (Ibuevanol - Blem - Alto Palermo ("Los ex") - Skip ("Detector de halagos femeninos").

- Mención especial: Suplemento Las 12. Página 12.

2013
- Trayectoria: Liliana Daunes.

- Radio: Mujeres al derecho y al revés. FM La Tribu 88.7.

- Prensa escrita: Sibila Camps.

- TV ficción: La Viuda de Rafael. Capítulo 1. TV Pública. Emitido el 13 de noviembre de 2012.

- TV no ficción: Historias debidas. Entrevista a Susana Trimarco. Canal Encuentro. Emitida el 6 de noviembre de 2012.

- Medios alternativos: Blog según Roxy.

- Mención crítica: Revista Noticias .

- Mención especial: Silvina Molina.

2012
- Trayectoria: Marta Dillon.

- Radio: Té de brujas. Radio UBA 87.9.

- TV ficción: Cualca. Micro sobre violencia obstétrica. Emitido en Duro de Domar el 17 de mayo de 2012.

- Prensa escrita: Sonia Santoro.

- Radio en línea: Mariposas en el aire.

- Medios alternativos: Revista Furias.

- Publicidad: Ver: Vestimos Mujeres Apasionadas

- Mención crítica: Publicidad Schneider. "Hermana".

2011
- Trayectoria: María Moreno.

- Radio: Luisa Valmaggia. Programa "Con nombre propio". Radio América / Liliana Daunes. Programa "Juana Pimienta". AM 870.

- TV por cable: Se dice de mí. Programa sobre las Agrupaciones Femeninas. Canal Encuentro. Emitido el 10 de enero de 2011.

- Tv abierta: Bajada de línea. Programa sobre despenalización del aborto. Canal 9. Emitido el 29 de agosto de 2010.

- Prensa escrita: Luciana Peker.

- Medios alternativos: El Teje.

- Publicidad: Mamá Lucchetti. “Yoga.”

2010
- Trayectoria: Liliana Hendel.

- Radio: El nombre de las cosas. Radio Nacional AM870.

- TV: Estudio País. Programa especial dedicado a la violencia de género. TV Pública. Emitido el 28 de junio de 2010.

- Prensa escrita: Mariana Carbajal. Página 12.

2009
- TV: La Liga.

- Radio: Mujerío/ La vuelta.

2005
- TV: Los Simuladores. Capítulo especial sobre violencia doméstica.

2004
- TV: Hospital Público. Capítulo Mujeres.

2003
- Radio: La rosa de los vientos.

2002
- Publicidad: Serie Publicitaria oficial Carteras.

2001
- Publicidad: La Virginia.

2000
- TV: Sin miedo.